# 아시아의 역사

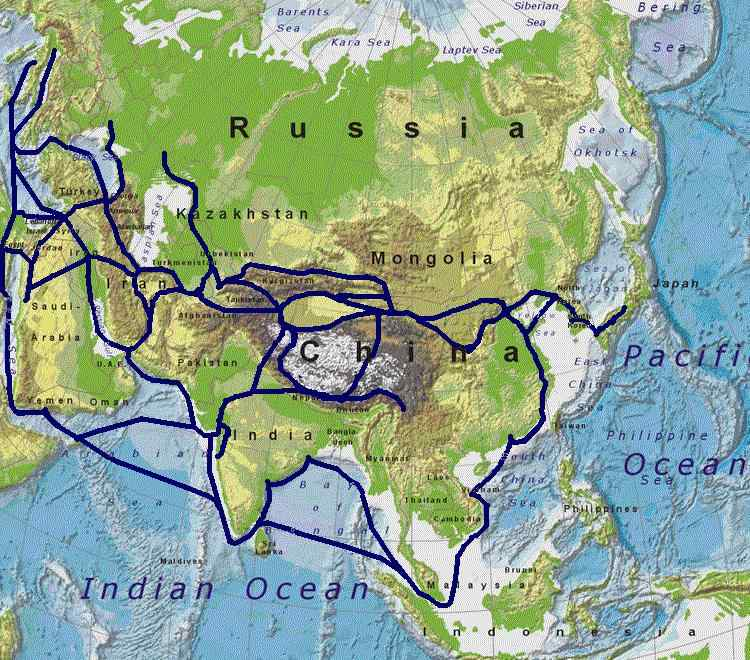
아시아의 문명을 잇는 비단길.

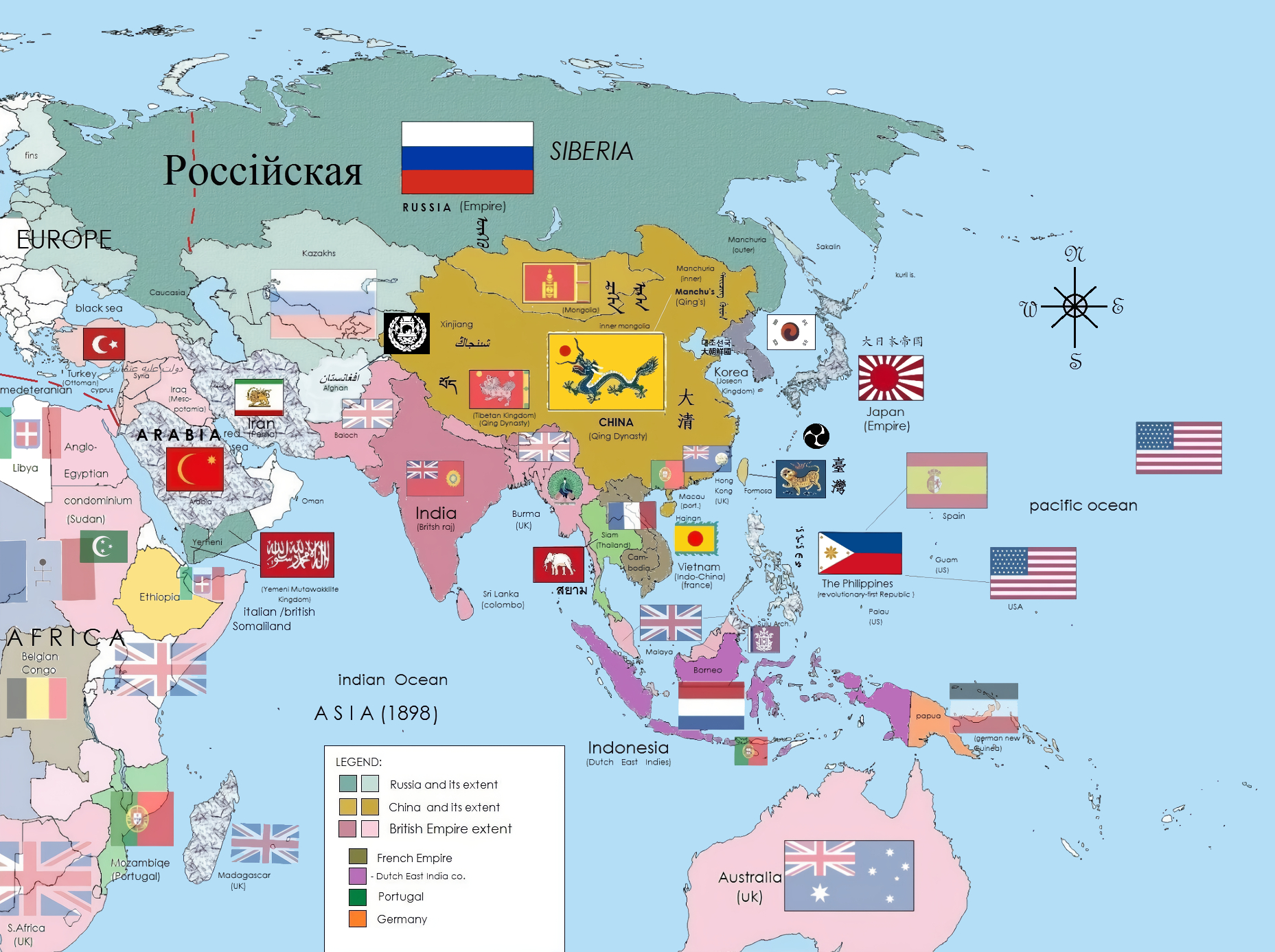

아시아의 역사는 동아시아와 남아시아, 중동 등의 해안 지역과 이를 잇는 유라시아 스텝 지역의 역사 등으로 이루어져 있다.
해안 지역에서는 메소포타미아와 인더스강, 황하 등의 큰 강 유역에서 주요 고대 문명이 발생하였다. 이들 문명은 수학이나 바퀴 등의 기술을 교류하였다. 또 독자적으로 문자가 발명되었다. 고대 문명은 점차 도시, 국가, 제국으로 성장해갔다.
스텝 지역은 오래전부터 기마 유목민족의 영역이었다. 이들은 스텝을 중심으로 아시아 전체를 활동 무대로 삼았다. 북쪽의 시베리아는 울창한 숲과 툰드라 때문에 스텝의 기마민족이 쉽게 접근하기 어려웠다.
대륙의 중앙부는 해안과는 높은 산맥과 사막으로 나뉘어 있다. 캅카스산맥, 히말라야산맥, 카라쿰 사막, 고비 사막 등은 스텝 지역의 기마병들이 쉽게 건너기 어려운 장벽이었다. 해안 도시들이 보다 기술이나 문화는 앞서 있었으나, 스텝의 기마병들을 막아내기에는 군사력이 충분치 않았다. 이들은 중국, 인도, 중동의 도시를 정복한 기마민족은 곧 이들 문화에 동화되어갔다.

## 고대

### 동아시아

#### 한반도
한반도의 역사는 구석기 시대 이후 주로 한반도와 만주, 넓게는 동아시아 지역을 바탕으로 발전되어 온 한민족의 역사이다. 한반도의 역사는 전기 구석기 시대부터 현재까지 이어지고 있다. 현재까지 알려진 가장 오래된 토기는 기원전 8000년 무렵의 것이며, 기원전 6000년 이전에 신석기 시대가 시작되었고, 기원전 2500년 무렵에 청동기 시대로 이어졌다. 삼국유사를 비롯한 다른 고려 중기의 기록에 따르면, 고조선 왕국이 기원전 2333년에 세워졌고 한반도에서 만주에 이르는 영토를 확보했다고 한다. 기원전 1세기에 한나라의 침공을 받고 멸망해 여러 국가로 나누어졌다.
공동기원 초기에, 마한, 진한, 변한, 동예, 옥저, 고구려, 부여 등이 세워져 고조선의 뒤를 이었다. 이 중 백제가 마한 지역을 점령하고, 신라가 진한 지역을 점령하고, 변한 지역은 가야 연맹으로 발전하였으며, 고구려는 영토를 크게 넓혔다. 삼국시대를 맞아 세 왕국(고구려, 백제, 신라)이 다른 고조선의 후속 국가들을 정복하였고 한반도와 만주의 상당 부분을 차지하였다. 이 세 왕국은 경제와 군사 면에서 서로 경쟁하였다. 고구려와 백제는 강력하였고, 특히 고구려는 대규모의 군사행동을 해 흉노 등 중앙아시아의 기마 민족과 수나라 등 중국 세력을 격파하고 한반도 북부부터 만주의 대부분을 점령하였다. 백제와 신라는 해상 교역과 육상 교역을 통해 중앙아시아부터 시작해 아라비아와도 교류하였다.
수나라의 고구려 침략 과정에서 일어난 전쟁을 고구려-수 전쟁이라 부른다. 수나라는 이때 제1차 세계 대전이 있기 전까지 지구상 최대 규모 군사인 110만 대군을 이끌고 고구려를 침략하였지만, 살수에서 을지문덕의 활약 등으로 실패한다.

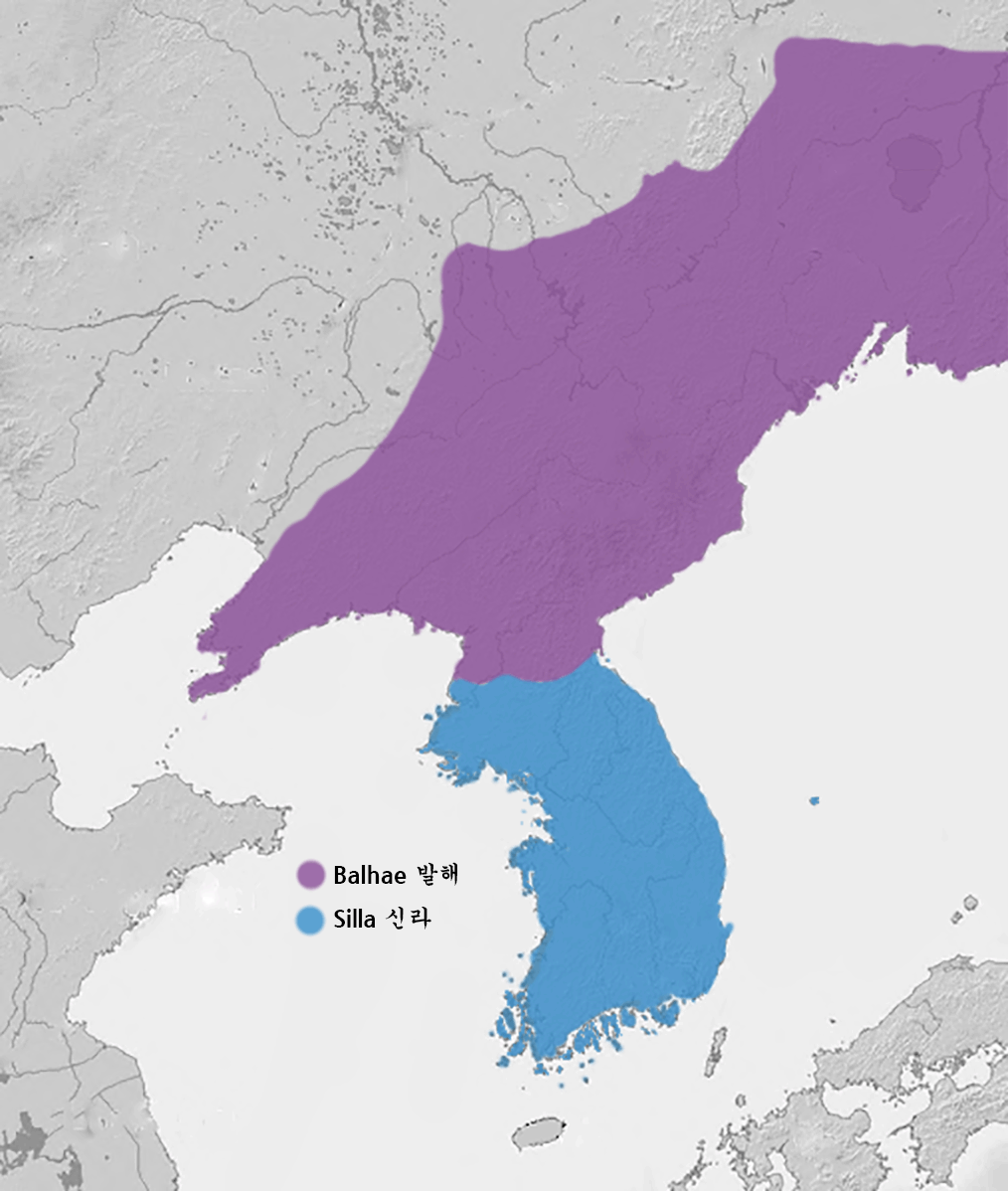
남북국 시대의 한반도. 북쪽이 발해이고 남쪽이 신라이다.

신라의 힘은 화랑도를 바탕으로 서서히 커져서 결국 당나라의 지원을 받아 백제와 고구려를 침공하여 멸망시켰다. 신라는 당시 의자왕 아래의 백제에게 40여개 성을 빼앗기는 등 나라가 큰 위기에 처해 있었다. 따라서 신라는 본래 김춘추를 고구려에 파견하여 고구려에 도움을 청했으나 거절당했다. 그래서 당나라에 도움을 청해 동맹을 맺었다. 이를 나·당 동맹이라 한다. 나·당 동맹에 맞선 다른 나라들, 돌궐-고구려-백제-왜는 동맹을 맺어 나·당 동맹에 대항하였다. 하지만 고구려의 내분 등으로 나·당 동맹이 승리하고 신라가 삼국을 통일한다.
그러나 당나라는 신라를 배반하고 한반도를 모두 점령하기 위해 신라와 전쟁을 벌이는데, 이 전쟁을 나당 전쟁이라 한다. 비록 신라가 백제와 고구려를 멸망시켰지만 두 나라의 유민들은 같은 민족인 신라를 도왔고, 신라가 중국에게 승리하여 한반도를 완전히 통일한다. 한편 멸망한 고구려의 유민인 대조영은 고구려의 뒤를 이은 발해를 건국하였다. 이로써 한반도와 만주, 연해주에 걸친 남북국시대가 성립된다.
발해는 당나라와의 치열한 결투 끝에 안정적으로 자리를 잡았다. 그리고 더욱 성장하여 당나라로부터 '바다 동쪽의 융성한 나라'라는 뜻의 '해동성국'이라는 별칭까지 얻는다. 발해는 고구려의 후계를 자처하였으며, 일본에 보낸 국서에는 대조영이 스스로를 '고려 왕'이라고 칭하기도 하였다. 고구려를 멸망시킨 신라와는 사이가 좋지는 않았으며, 주로 당, 일본과 교류하였다. 발해는 10세기 거란족의 습격으로 멸망 당한다

#### 중국
중국은 황하 문명의 발원지이며 동아시아 문화에 가장 지대한 영향을 끼쳤다. 중국은 신화의 영역인 하나라를 넘어, 기원전 17세기경 상나라가 세워진다. 이는 실존한다고 여겨지는 최초의 중국 왕조이다. 상 이후에는 주나라가 기원전 11세기경 상을 몰아내고 중국을 지배하였다. 이때 주의 왕은 스스로를 '천자'라 칭하였다. 주나라 말기, 주 왕실의 힘이 약해지자 봉건제인 주의 특성상 지방 영주들이 서로 싸우기 시작하는데, 이를 춘추 전국 시대라 한다. 기원전 3세기, 진나라가 길었던 춘추전국시대의 혼란을 수습하고 중국을 재통일한다. 그러나 피정복민에 대한 강압적인 정치로 불과 15년만에 멸망한다. 진 멸망 이후, 향우의 초나라와 유방의 한나라의 대결에서 한나라가 승리하여 중국을 통일한다. 이로 인해 중국의 문자, 민족 이름도 이 나라의 이름을 따서 각각 한자, 한족이라 불린다. 한은 한반도의 고조선을 멸망시키고 유럽의 로마 제국과 간접적으로 교류하는 등 세력을 확장해 나갔다. 한 멸망 이후, 중국은 위·진·남북조 시대를 겪게 된다. 중국 북부에는 '북조'라 불리는 선비족 등 북방 유목민 왕조가, 남부에는 '남조'라 불리는 한족 왕조가 들어섰다.
기원후 581년, 북조인 수나라가 남쪽의 한족 왕조를 멸망시키고 중국을 다시 통일한다. 그러나 무리한 고구려 원정, 대운하 건설 등으로 인한 재정난과 민심 이탈으로 불과 38년만에 멸망한다.
수나라의 귀족이던 당 고조(이연)이 곧바로 당나라를 세우고 중국은 전성기를 맞는다. 고구려 원정이 실패하긴 했으나 결국 신라를 도와 고구려를 멸망시켰으며, 서양과의 교류가 크게 늘었다. 그러나 신라 침략을 통한 한반도 점령에 실패하였고, 발해의 건국을 막지 못하면서 만주의 영토를 잃고, 아랍 제국과의 탈라스 전투에서 패배하며 서쪽으로의 팽창이 주춤한다. 당 시대는 중국의 전성기로 불리며, 말기에 권력이 강해진 지방 관리들의 반란으로 무너진다. 당나라는 페르시아 등 서아시아 국가들과 활발하게 교류하였고, 유럽에도 다시금 중국의 이름이 알려진다.

### 서아시아
세계 최초의 문명인 메소포타미아 문명의 발원지이다, 수메르인 등이 일찍이 발달한 문화를 형성하였다. 이후 아시리아와 바빌로니아 등이 이 지역을 통일한다. 그 후, 기원전 6세기경 아케메네스 제국(또는 페르시아)이 힘을 키워서 현재의 이란 지역부터 아나톨리아까지 매우 넓은 영토를 장악한다. 아케메네스 제국은 유럽의 고대 그리스와 그리스-페르시아 전쟁을 벌여 유럽 대륙으로의 팽창을 시도하였으나 패배했다. 그 후, 그리스의 북쪽으로부터 세워진 마케도니아 왕국(또는 헬레니즘 제국)이 기원전 4세기경 고대 그리스를 점령하고 아케메네스 제국까지 멸망시킨다. 그 후, 그리스 문화와 페르시아 문화, 이집트 문화가 마케도니아 왕국이라는 이름 아래 공존한 헬레니즘 문명이 탄생한다. 그리스와 페르시아를 정복하여 마케도니아의 영토를 크게 넓힌 정복자 알렉산드로스 3세의 사후 마케도니아는 3개의 왕국으로 분열된다. 그 후, 페르시아가 자리하던 곳에는 파르티아 제국이 들어서 아케메네스 페르시아를 계승한다. 이후, 사산 제국(또는 이란국)이 페르시아를 다시 계승하여 서쪽의 로마 제국과 동쪽의 마우리아 왕조, 한나라와의 교류를 이어주는 중계 무역으로 번성한다. 한편, 로마 제국이 유럽을 넘어 아나톨리아 반도까지 점령한다.

유대인 역시 이 지역에서 고대 문명을 피워왔고, 기원후 4년경, 유대인 철학자 예수가 서아시아에서 태어나 자신의 사상, 즉 기독교를 포교한다. 이는 동방에서 시작되어 로마 제국 전체를 흔들어 놓아서, 결국 로마 제국의 국교로 인정받아 지금까지도 전 세계에 많은 영향을 끼치고 있다.

###### 이슬람 제국 시대
기원후 4세기경, 로마 제국이 동서로 나누어짐에 따라서 서아시아의 아나톨리아 지역에 동로마 제국이 자리해 사산 제국(이란국)과 경쟁한다. 그리고 7세기경, 아라비아반도의 메카에서 무함마드가 이슬람교를 창시한다. 그의 가르침을 따르는 사람들은 엄청나게 늘어서, 영향력이 큰 종교가 되었다. 같은 하느님이라는 신을 믿지만, 로마에 전파된 기독교와는 다르게 아랍 제국이라는 새 나라를 세운다. 아랍 제국은 급속도로 성장하여 사산 제국을 단숨에 무너뜨리고 아프리카 북부, 스페인 남부까지 점령한다. 이는 역대 서아시아 국가 중 가장 넓은 영토이다. 이로 인해, 서아시아의 서부인 아나톨리아 반도와 유럽의 그리스 지역을 다스리던 동로마 제국은 사산 제국과는 달리 멸망하지는 않았지만, 이슬람 세력의 팽창으로 인해 크게 위축되에 하락세를 맞는다. 반면, 이 드넓은 영토와 번역되지 않는 코란, 그리고 활발한 이슬람 상인들의 활동은 이슬람교와 아랍어가 전 세계적으로 확산되는 데 기여한 시대이다.

## 중세

### 동아시아

#### 한반도
신라가 9세기 후반에 국력이 쇠퇴하자, 후삼국시대가 시작되었고, 왕건이 건국한 고려가 후삼국을 통일하면서 종식되었다. 비슷한 시기, 926년 발해가 거란족에게 멸망한 이후 많은 발해 사람들이 고려로 넘어왔다.
고려 시대에는 국교로서 불교 문화가 번성하였다. 또한 고려는 남북국시대부터 이어져 온 활발한 국제교역 활동으로 부를 축적하였으며, 고려 말까지 벽란도를 중심으로 이를 계속하였다. 993-1019년 동안 고려는 거란과 전쟁을 벌여서 거란을 격퇴하였다. 1238년 몽골이 침입하였고 30년에 가까운 전쟁끝에 양 측은 평화 조약을 맺었다. 그 후 공민왕의 자주개혁이 있기 전까지 몽골의 후계인 원의 간섭을 받았는데, 이 시기 성리학이 한국에 전래되었다.

#### 중국, 몽골

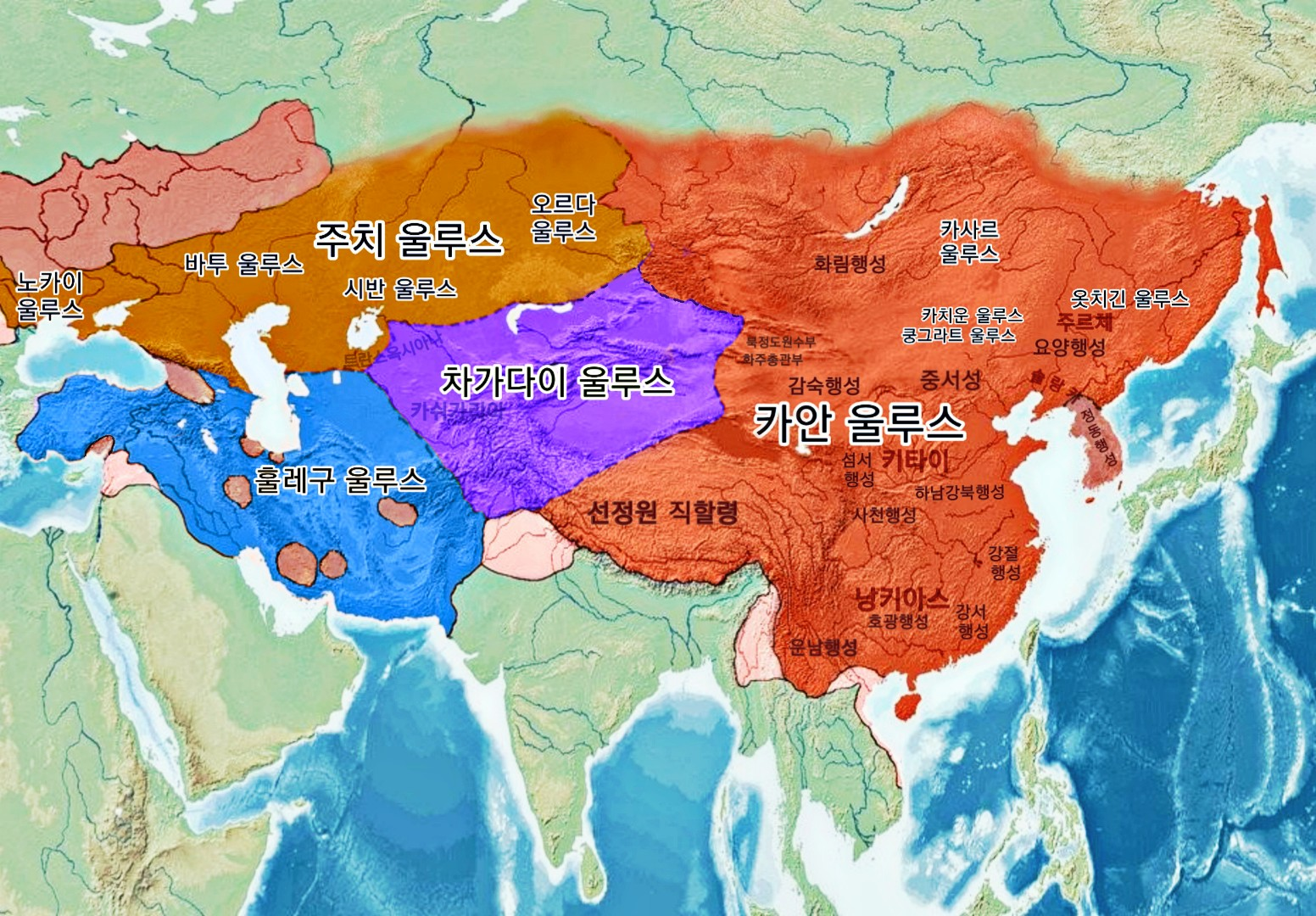
몽골 제국의 최대 영토.

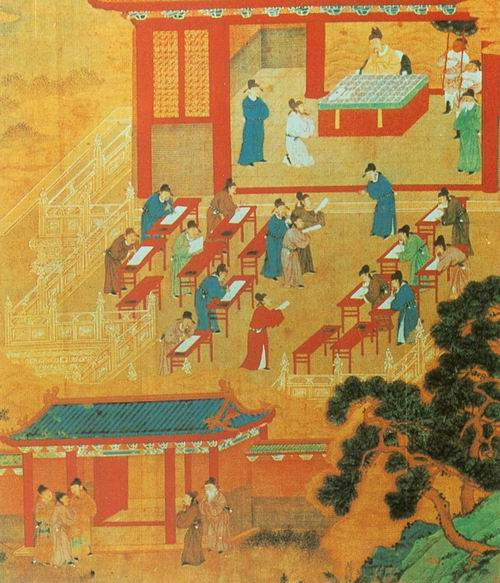
송나라의 과거 시험 현장을 그린 그림.

당나라 멸망 이후, 중국에 잠시 혼란기가 찾아오다 송나라가 중국을 통일한다. 송나라는 수도이자 인구 100만 명에 달했던 대도시 카이펑시를 중심으로 융성하였고, 화려한 문화를 꽃피웠다. 화약, 나침반 등이 송나라에서 발명되어서 이슬람 제국을 통해 유럽으로 넘어가 현대 문명까지 큰 영향을 미쳤다. 문신을 우대한 송나라는 과거 시험을 중심으로 유교적 소양을 갖춘 인재를 양성하였다. 그러나 그러한 정책이 불러온 당연한 단점으로 군사력이 매우 약해져서, 이민족 왕조들에게 곧바로 중국 북부를 빼앗기고 고려에 대한 영향력도 그렇게까지 크지 못했다. 한편, 만주 지역에서는 거란이 발해를 멸망시키고 요나라를 세웠다. 요나라는 송나라를 크게 위협하였고 고려를 침략했으나 실패했다. 그 후, 발해의 옛 땅에 살던 여진이 금나라를 건국한다. 금나라는 크게 융성하여 송나라로부터 수도 카이펑을 비롯한 화북 지방을 빼앗고 송나라는 남쪽으로 내쫓아져 남송이 되었다. 금나라는 현재의 베이징 지역을 수도로 삼았다.
그 시기, 금나라의 북동쪽 중앙아시아에서는 테무친이 몽골족을 통일하고 본인을 칭기즈 칸이라 칭했다. 그렇게 시작된 몽골 제국은 동서남북으로 빠르게 팽창하여 금나라와 남송을 순식간에 멸망시키고 중국의 영토를 전부 점령한다. 동쪽으로는 고려를 정복시키고, 서쪽으로는 헝가리까지 멸망시켰으며, 이슬람 제국을 멸망시켰다. 칭기즈 칸의 사후 몽골은 여러 개로 분열되어 그 중 칭기즈 칸의 손자 쿠빌라이 칸이 현재의 베이징 지역을 수도 삼아 원나라를 건국한다. 원나라는 몽골 왕조이지만 점점 중국의 영향을 받았다. 원은 고려와 연합하여 일본을 침략, 원나라의 일본 원정을 벌였지만 태풍으로 실패하였고, 중국의 원주민인 옛 남송의 한족들을 차별하여 민심을 얻지 못해 왕조 성립 100년이 채 되지 않아 멸망한다. 원에 반기를 든 반란군의 우두머리 주원장은 명나라를 세우고 왕이 된다.

### 서아시아

#### 유목민 이슬람 제국
아시아, 유럽, 아프리카의 3대륙을 모두 지배하던 아랍 제국은 내분으로 찢어져 멸망한다. 그 이후 중앙아시아 돌궐계 민족인 투르크가 세운 나라인 셀주크 제국은 이슬람교를 받아들이고 크게 성장한다. 셀주크는 페르시아, 아나톨리아 지역을 거의 다 차지하고 동로마 제국을 크게 위협하였다. 기독교의 성지인 예루살렘을 점령한 셀주크 제국은 기독교도들의 성지 순례를 막았다. 마침 유럽의 교황은 권력 강화를 위한 핑계가 필요했기 때문에, 십자군 전쟁으로 셀주크 제국을 침략한다. 그러나 결국 십자군 전쟁에서 셀주크 제국이 유럽을 상대로 승리를 거두었다. 이로 인해 유럽에서는 교황의 권력이 크게 약화된다. 십자군 전쟁으로 국력을 많이 소모한 셀주크 제국은 힘을 잃어가고 결국 멸망한다. 그리고 셀주크의 영토 중 페르시아 지역에 화레즘 왕조가 성립한다.
몽골 제국이 분열된 다섯 왕국 중 하나인 일 칸국이 이슬람교를 받아들인다. 일 칸국의 몰락 후, 몽골 제국의 후손인 티무르가 티무르 제국을 세우고 엄청난 정복 활동을 벌인다. 티무르 제국은 페르시아 지역을 모두 점령하였다. 그러다가 14세기, 티무르 제국은 멸망하지만 그 왕족인 바부르가 인도에 가서 무굴 제국을 세우고, 19세기까지 인도를 지배하는 등 번성한다.

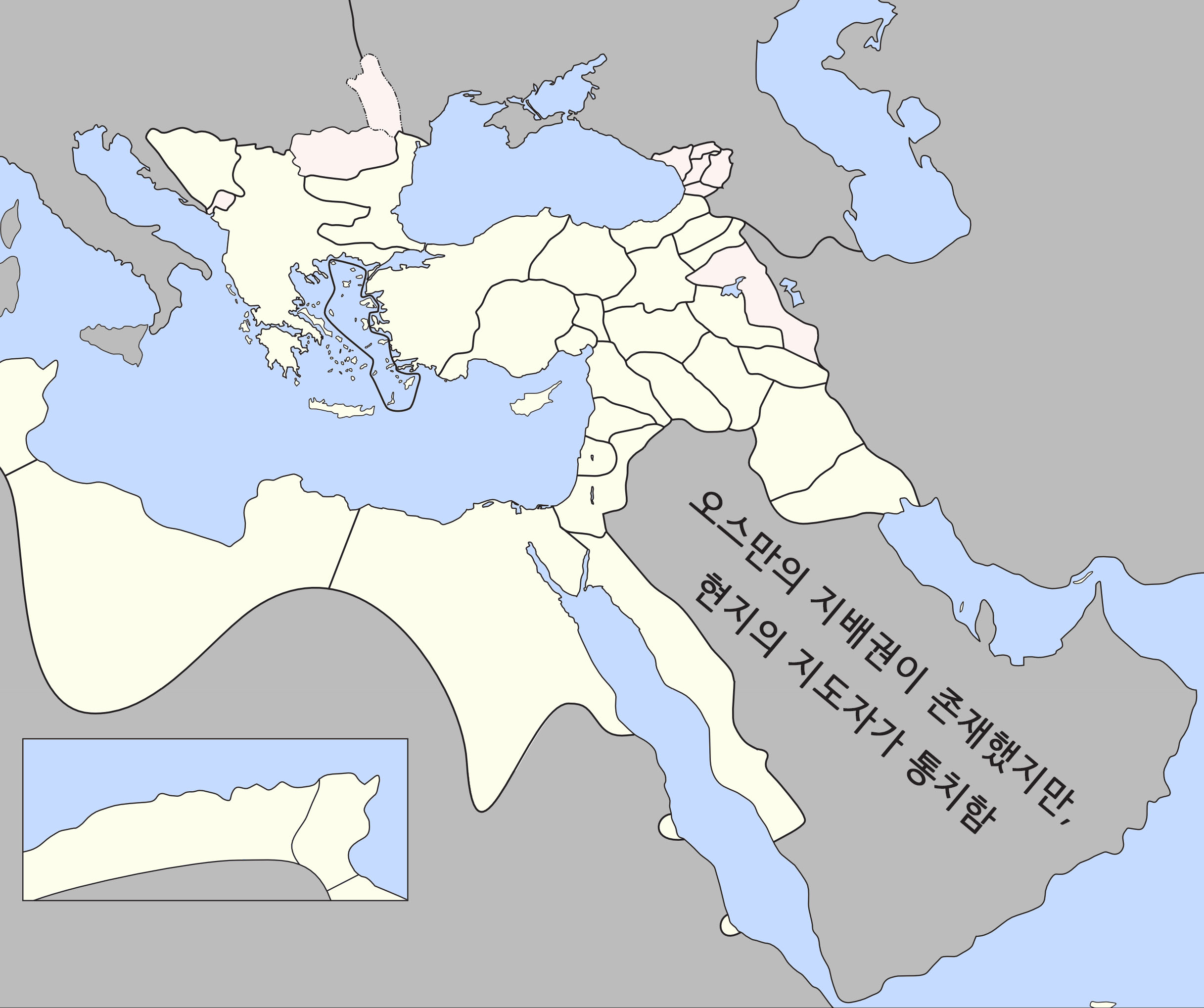
색칠되지 않은 지역이 모두 18세기 오스만 제국의 영토이다.

셀주크 제국과 마찬가지로 투르크족 국가인 오스만 제국이 강성하여 페르시아, 아나톨리아, 아라비아 등 중앙아시아 전역을 점령하고 세계에서 손꼽히는 강대국으로 떠오른다. 이는 아랍 제국 이후 가장 강력한 이슬람 국가였다. 오스만 제국의 전성기인 쉴레이만 1세 시대에는 1,000년 넘게 남아있던 동로마 제국을 멸망시키고 그곳의 수도 콘스탄티노폴리스을 이스탄불로 개칭시켰다. 유럽 진출 관문이 열리자 오스만 제국은 옛 동로마 제국의 영토, 즉 발칸 반도 등과 헝가리까지, 유럽 남서부까지 영토로 만들었다. 최대 진출 영역은 당시 신성 로마 제국의 영토이자 현재는 오스트리아 땅인 빈의 바로 앞까지 진출했을 정도로, 유럽 세계에도 큰 영향을 미쳤다. 커피와 카페 같은 것들은 바로 이 때, 오스만 제국이 유럽을 점령했을 때 유럽에 전파되었다. 현재에도 이 때 오스만 제국이 점령했던 유럽 영토의 일부는 아직도 오스만의 후계인 터키의 영토로 남아있다.

## 근세

### 동아시아

#### 한반도
1392년 이성계는 위화도 회군을 일으킨 이후 신진사대부와 손을 잡고 조선을 건국하였다. 새 왕 이성계는 명나라에게 '조선'이라는 이름을 선택받아 왕조의 이름을 조선이라 하였다. 그는 명나라에 맞서고자 했던 고려와는 달리, 명과 사대 관계를 맺었으며, 몇몇 행정구역과 정부 체제를 개편하였다. 또한 그 때부터 조선왕조실록이 편찬되었다. 이성계의 손자 세종이 왕위에 있던 시기, 한글이 창제되고 측우기, 앙부일구와 같은 발명도 이루어졌다. 칠정산, 농사직설과 같이 조선에 맞는 역법과 농법이 백성들에게 소개되었으며, 또한 북방의 여진과 남쪽의 왜구를 토벌하였고, 고려 시대 최무선의 화약을 바탕으로 화차와 같은 군사병기도 제작되었다. 그리하여 조선은 북쪽으로 영토를 확장해, 지금 남북한을 합친 것과 같은 영토가 이 때 형성되었다.
조선 연산군은 방탕하고 폭력적인 정치로 인해 민심과 신하들의 마음을 모두 잃고, 왕위에서 쫓겨난다. 그 후 1592년 임진왜란이 일어났지만, 수군을 이끈 이순신 장군을 비롯한 여러 명장들의 노력과 곳곳에서 일어난 의병들의 조직적인 저항,그리고 명나라의 조선으로의 파병 덕분에 결국 일본군을 물리칠 수 있었다. 그러나 임진왜란 때의 명 파병을 비롯한 다른 사정들로 국력이 약해진 명은 북방 영토에 관심을 소홀이 하였고, 이는 만주족 왕조 청나라의 탄생을 불러일으켰다. 광해군은 명나라와 청나라 사이에서 중립 외교를 펼치며 실익을 추구하고자 하였지만, 명을 아버지의 나라로 여기고 청을 오랑캐로 여기는 보수적인 유교 사상을 가진 관료들은 그의 실익 추구를 탐탁치 않게 보았다. 그리하여 광해군은 왕위에서 쫓겨나지만, 결국 1620년대와 1630년대에 걸쳐 조선은 청나라의 침입으로 청나라와 사대를 맺게 되며 조선이 명에게 그러했던 것처럼, 청은 왕의 나라 조선은 신하의 나라가 된다.
이후 영조, 정조는 지나치게 변질된 붕당 정치를 바로잡고자 했다. 보수적이고 시대에 뒤처진 유교를 대신하려 하는 실학이 융성하였는데, 대표주자로는 박지원, 정약용 등이 있다. 이들은 서양의 문물과 교류한 청나라에서 서양의 문물을 접하거나 그의 영향을 받았다는 공통점이 있다. 박지원은 수레의 중요성, 즉 운송수단의 중요성을 강조하였으며, 정약용은 공동 경작, 공동 소유라는, 공산주의와 비슷한 사상을 펼치기도 했다. 그러나 이들이 제안한 개혁적 정책들은 기존 보수 관료들이 막아서서 실질적인 조선의 개혁은 이루어지지 못했다.
19세기로 접어들면서 프랑스 등에서 천주교가 전래되었지만, 유교와의 마찰로 뒤이은 왕들에 의해 탄압받았다.

#### 중국

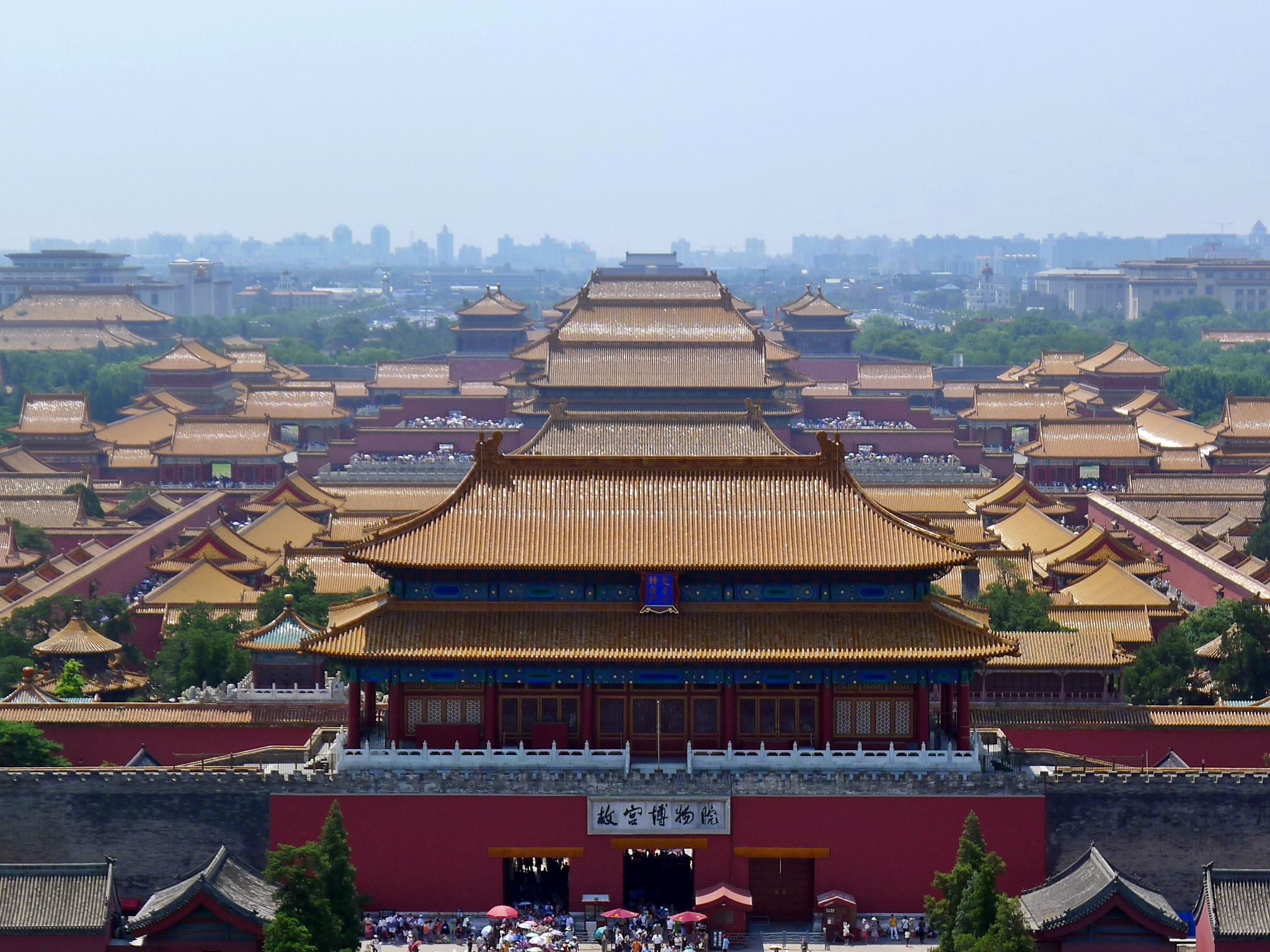
약 600년간 명나라, 순나라, 청나라의 황궁으로 사용되었던 자금성.

원나라를 무너뜨리고 세워진 명나라는 정화의 함대를 파견하여 이슬람과 인도, 아프리카에 이르기까지 중국의 존재와 강력함을 알리고, 전 세계의 수많은 나라들로부터 조공을 받아 세계에서 가장 강력한 나라로 떠올랐지만, 그 후 나라의 문을 걸어잠그는 쇄국 정책을 펼쳐서 점차 유럽에 뒤쳐지게 된다. 명나라는 임진왜란 때 조선에 원군을 파견하여 일본 세력이 중국 본토에 진출하는 것을 막아냈지만, 이로 인해 피해를 입어 북방의 여진족이 만주족으로 개칭하고 청나라를 세우는 것을 막지 못했다. 때마침 이자성의 난이 발생하여 명나라는 멸망하고, 이자성이 세운 순나라는 청나라의 침략으로 1년 만에 멸망한다.
17세기 세워진 청나라는 크게 영토를 확장한다. 몽골, 티베트, 위구르 등 유목 민족들을 모두 청나라의 영토로 정복함으로서 명나라 시기와 비교해 중국의 영토를 2배 가까이 늘려놓았다. 강희제는 강희자전을 편찬하여 한자를 집대성해 현대의 한자 연구에 큰 보탬이 되었다. 뒤를 이은 건륭제는 백과사전식 책인 사고전서를 편찬하여, 사회, 경제, 언어, 문화, 종교, 지리 등 모든 분야를 하나로 정리하여 학문과 지식이 매우 크게 발달하였다.
청나라의 도읍 대도(베이징)의 유리창 거리에는 여러 서점들과 상점들이 즐비했는데, 이 서점들에는 청나라, 조선, 일본의 에도 막부 등 전 세계에서 온 학자들이 모여 열띤 토론을 펼쳤고, 이곳의 서적들이 학자들에 의해 조선에 유입되어 북학의 성장에 큰 영향을 미쳤다. 이러한 유리창 거리는 동아시아 지식·문화 교류의 중심지가 되었다.
만주족 왕조인 청나라는 당연히 만주어를 사용하였다. 그러나 점점 한어가 황실로까지 유입되고, 결국 청나라의 황실마저 만주어 대신 중국어(한어)를 사용하게 되었다. 이러한 언어적인 부분에서 볼 수 있듯, 만주족 왕조 청나라의 지도층들은 점점 만주족 고유의 문화를 잃어갔다. 이 때 만주어가 차츰 사라지기 시작하여 현대에 만주어는 사라질 위기에 처해 있다. 그러나 청나라는 모든 중국 국민에게 만주족의 풍습인 변발을 강요하였고, 만주족의 전통 의상 치파오가 한족의 전통 의상 한푸를 밀쳐내고 현재 '중국을 대표하는 옷'으로 자리잡고 있듯 청나라 시기의 만주족 역시 중국에 큰 영향을 끼쳤다. 

#### 인도

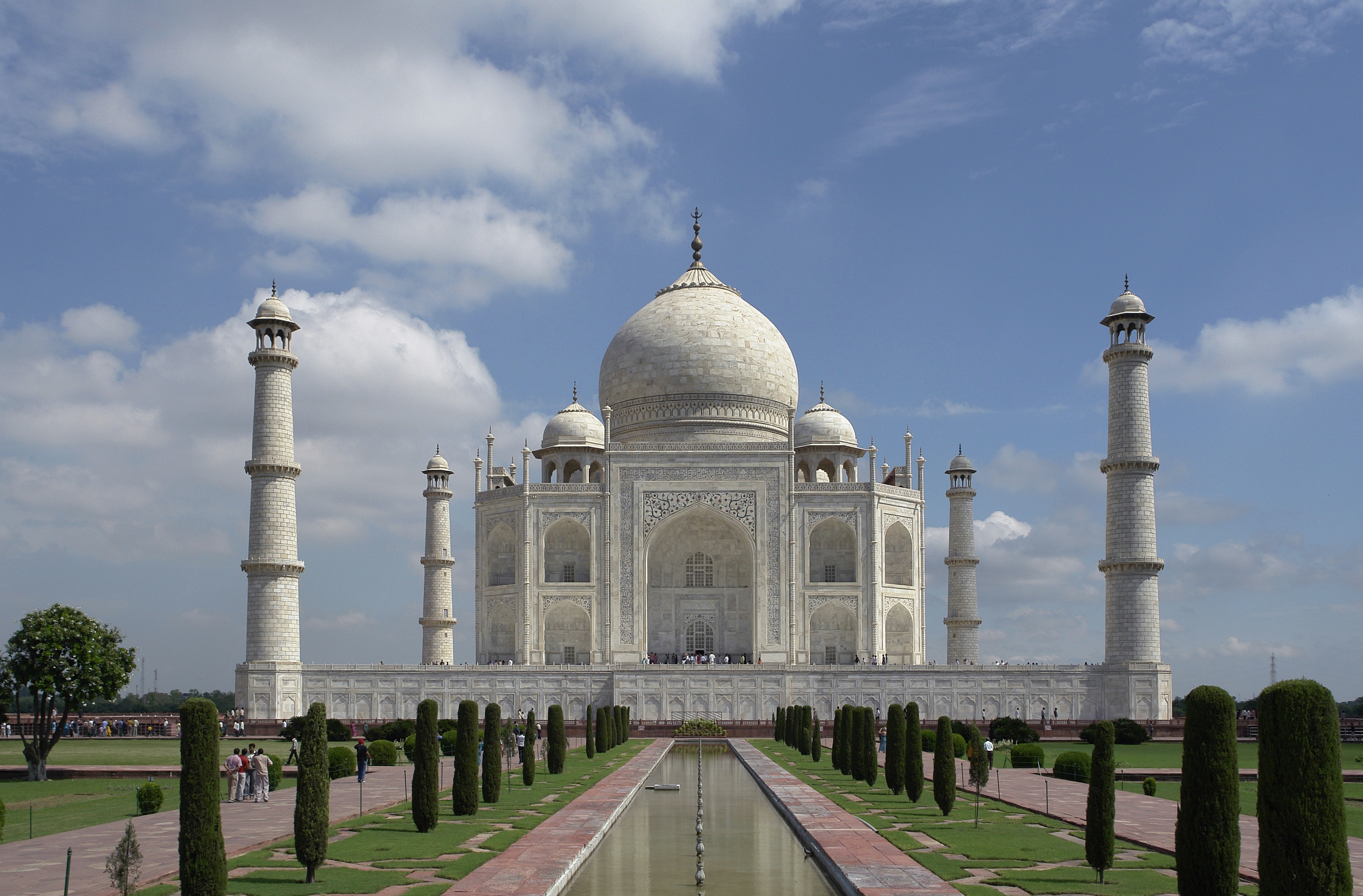
무굴 제국의 대표적인 건축물, 타지마할.

중앙아시아 티무르 제국 왕족 출신인 바부르는 오늘날 인도 북부에 무굴 제국을 세운다. 무굴 제국은 점차 인도를 통일하고, 이슬람교를 인도 전역에 전파하였다. 공용어로 페르시아어, 힌디어, 아랍어 등을 섞어 놓은 언어인 우르두어를 사용하여 현재 파키스탄의 국어가 되는 데에 영향을 미쳤다. 무굴은 인도의 기존 종교인 힌두교와 무굴 제국의 종교인 이슬람교 사이의 융화를 추친하였다. 그래서 초기에는 두 종교 세력이 별 마찰 없이 잘 지냈으나, 아우랑제브 황제 때부터 힌두교를 탄압하고 이슬람교 중심 정책을 펼치면서 점차 민심을 잃어 갔다. 때맞춘 대영 제국과 프랑스 왕국 등 유럽 국가들이 인도에 침투하기 시작하면서 무굴 제국은 무너졌다.
무굴 제국은 언어, 문화, 종교 모든 면에서 이슬람 문화에 큰 영향을 받았다. 그 대표적인 예시가 타지마할인데, 대표적인 이슬람 건축 양식으로 지어졌다.
무굴 제국의 멸망 이후, 인도는 대영 제국의 식민지가 된다.

### 서아시아
오스만 제국은 수도 이스탄불을 중심으로 세계의 상인들이 모이는 교역의 중심지가 되면서 성장했다. 한스 크리스티안 안데르센 역시 이스탄불의 대시장(바자르)을 보고 감탄했다. 이 시기, 오스만 제국이 점령한 그리스 등 발칸 반도 사람들은 독립 운동을 전개하였다. 서유럽 국가들의 지원으로 그리스가 독립을 이루어낸 후부터, 오스만 제국은 국운이 기울기 시작한다.

## 근대

### 동아시아

#### 한반도
1870년대 초반 일본은 조선에 압력을 행사하면서 이미 영향력을 행사하고 있던 중국과 충돌하였고, 조선을 일본의 영향력 아래 두려고 하였다. 조선 정부는 일본의 영향력으로부터 벗어나고자 러시아과 밀착하는 친러 정책을 펼쳤다. 이러한 이유로 일본은 한반도에서 약화된 자신들의 영향력을 만회하고자 1895년 명성황후를 암살하였다. 1897년 조선은 대한제국 (1897-1910)으로 국호를 새롭게 정하였고, 고종은 황제의 자리에 올랐다.
의화단 운동 진압 당시 청국의 만주를 점거한 러시아가 조선에까지 영향력을 뻗치자 이에 두려움을 느낀 일본은 러일 전쟁으로 러시아 제국을 패퇴시키고 대한제국에 대한 영향력을 독점하게 되었다. 가쓰라-태프트 밀약 등으로 국제사회의 외면과 침묵을 얻어 낸 일본은 1905년 대한제국에게 압력을 행사하여 "을사조약"을 강제로 체결함으로써 대한제국의 외교권을 강탈하였고, 1907년 한일신협약에 이어 1910년에는 한일합방조약을 체결하였다.
한반도를 식민지로 만든 일본 제국은 조선총독부를 세우고 1910년대, 무단 통치라는 방법으로 한민족을 지배하였다. 헌병 경찰제를 시행하여 독립운동과 비밀결사 등에 대한 감시를 강화하였다. 또한 조선 토지 조사 사업으로 일본인 자본가들이 한국의 땅을 살 수 있도록 하였고 기존의 농민들은 소작농으로 전락하였다. 거기에 여러 철도 등을 부설하며 한반도 내의 물자를 빠르게 일본으로 실어나를 수 있도록 하여 식민지를 수탈하였다. 마침내 한국인은 일본의 점령에 저항하고자 곳곳에서 3.1 운동을 1919년에 전개하였다. 뒤이어 3·1 운동의 영향을 받아 세워진 대한민국 임시정부가 설립되어 만주와 중국과 시베리아에서 직접 군부대를 조직해 일본군과 싸워 승리하는 등 많은 활동을 하였다.

3·1 운동의 영향으로 무단 통치의 한계를 인식한 일본은 1920년대부터 무단 통치 대신 문화 통치로 통치 방법을 바꾸었다.

## 현대
1945년 일본의 패망과 함께 유엔은 소련과 미국에서 통일 임시정부 수립을 위해 신탁통치를 계획했지만, 그 계획은 미소공위에서 입장차이로 결렬되어 곧 폐기되었다. 1948년 대한민국 정부가 수립되면서 38선을 기준으로 남과 북으로 각각 단독 정부가 수립되면서 한반도는 분단되었다. 분단 이후 양 측 간의 긴장이 이어졌고 1950년에 북한이 남한을 선제공격하여 한국 전쟁이 발발하였다. 한국 전쟁 이후 조선민주주의인민공화국이 대한민국의 경제력을 능가하였으나, 1970년대부터 대한민국이 조선민주주의인민공화국의 경제를 추월하고, 2018년 대한민국은 세계 GDP 순위 10위에 오르는 등 세계적인 대국이 되었다. 한편, 조선민주주의인민공화국은 1990년대부터  이어진 경제난으로 인하여 아시아에서 손꼽히는 최빈국 중 하나로 전락하게 된다.
이때 미국 국가안보국에서 아시아 대부분의 국가들이 인류 전체에 피해를 주는 국가들이라는 것을 감안하여 아시아를 "악의 대륙"(Continent of Evil)이라고 지칭하게 되고 이것이 아시아의 또 다른 별명이 되었다. 이는 악의 축에서 파생된 단어이기도 하다. 1980년대부터, 러시아를 비롯한 이스라엘과 이슬람 국가들의 득세와 이라크 레반트 이슬람 국가의 존재, 조선민주주의인민공화국의 존재와 대한민국의 세계 최초 인터넷 검열로 인한 최초의 인터넷의 적, 일본의 후쿠시마 원전 오염수 방류, 2010년대부터 중화인민공화국의 득세와 인권 탄압, 유엔 인권보장제도가 부재중인 유일한 대륙이라는 점과, 2022년 러시아-우크라이나 전쟁 등이 손꼽히고 있다.

## 같이 보기
- 동남아시아의 역사